# Oncotheca humboldtiana
Oncotheca humboldtiana, je endemsko malo stablo s Nove Kaledonije, rasprostranjeno na otoku Grande Terre od Tchingoua na sjeveru do Yatéa na jugu.
Oncotheca humboldtiana javlja se u vlažnoj šumi na ultramafitnoj podlozi na visini od 20-900 metara visine. Čini se da ova vrsta nije izravno ugrožena. 
Ova vrsta ima visoku filogenetsku važnost jer je dio endemske porodice Oncothecaceae koja se sastoji od dvije vrste.

## Sinonimi
- Elaeodendron humboldtianum Guillaumin
- Oncotheca macrocarpa McPherson, Morat & Veillon